# Gevlekte lapsnuitkever
De gevlekte lapsnuitkever (Otiorhynchus singularis) is een kever uit de familie snuitkevers (Curculionidae).

## Naam en indeling
De kever is ook bekend onder de Nederlandstalige namen oorsnuittor en gevlekte lapsnuittor.
De wetenschappelijke naam van de soort werd voor het eerst voorgesteld door Carl Linnaeus in 1767. Oorspronkelijk werd de wetenschappelijke naam Curculio singularis gebruikt. De soortaanduiding singularis betekent vrij vertaald 'enkelvoudig'.

## Uiterlijke kenmerken
De volwassen kevers worden in vergelijking met andere snuitkevers vrij groot en bereiken een lichaamslengte van 5,5 tot 7,5 millimeter. De lichaamskleur is zwart tot bruin met op het halsschild en de dekschilden een vage tekening van lichtere en donkere vlekken. De poten zijn wat lichter tot roodbruin van kleur. Op het halsschild en de dekschilden zijn rijen zeer kleine knobbeltjes aanwezig.
De kop is in vergelijking met andere snuitkevers vrij kort, de ogen zijn groot en kraalachtig. De antennes zijn bovenop de snuit gelegen en de basis wordt niet onttrokken door een opstaande rand. De antennes zijn relatief lang en zijn ongeveer in het midden geknikt. De uiteinden zijn duidelijk verdikt en voorzien van een lichter gekleurde beharing.

## Levenswijze
Net als bij de gegroefde lapsnuitkever komen vrijwel nooit mannetjes voor, deze zijn alleen bekend in zuidelijk Frankrijk. In alle andere delen van het areaal planten de vrouwtjes zich maagdelijk voort. De kevers zijn het gehele jaar door te vinden, en zijn actief van februari tot in november. Ze zijn nachtactief en verstoppen zich overdag in de strooisellaag. De kevers kunnen goed tegen koude en zijn al actief bij een temperatuur van vier graden Celsius. In de winter graven ze zich in in de bodem om de overwinteren.
De vrouwtjes zetten vroeg in de lente en aan het einde van de herfst steeds tot ongeveer 100 eieren af in de bodem. De larven graven in de bodem tot een diepte van ongeveer vijftig centimeter. De eerste generatie verpopt rond de herfst en de tweede generatie in de volgende winter.

## Voedsel

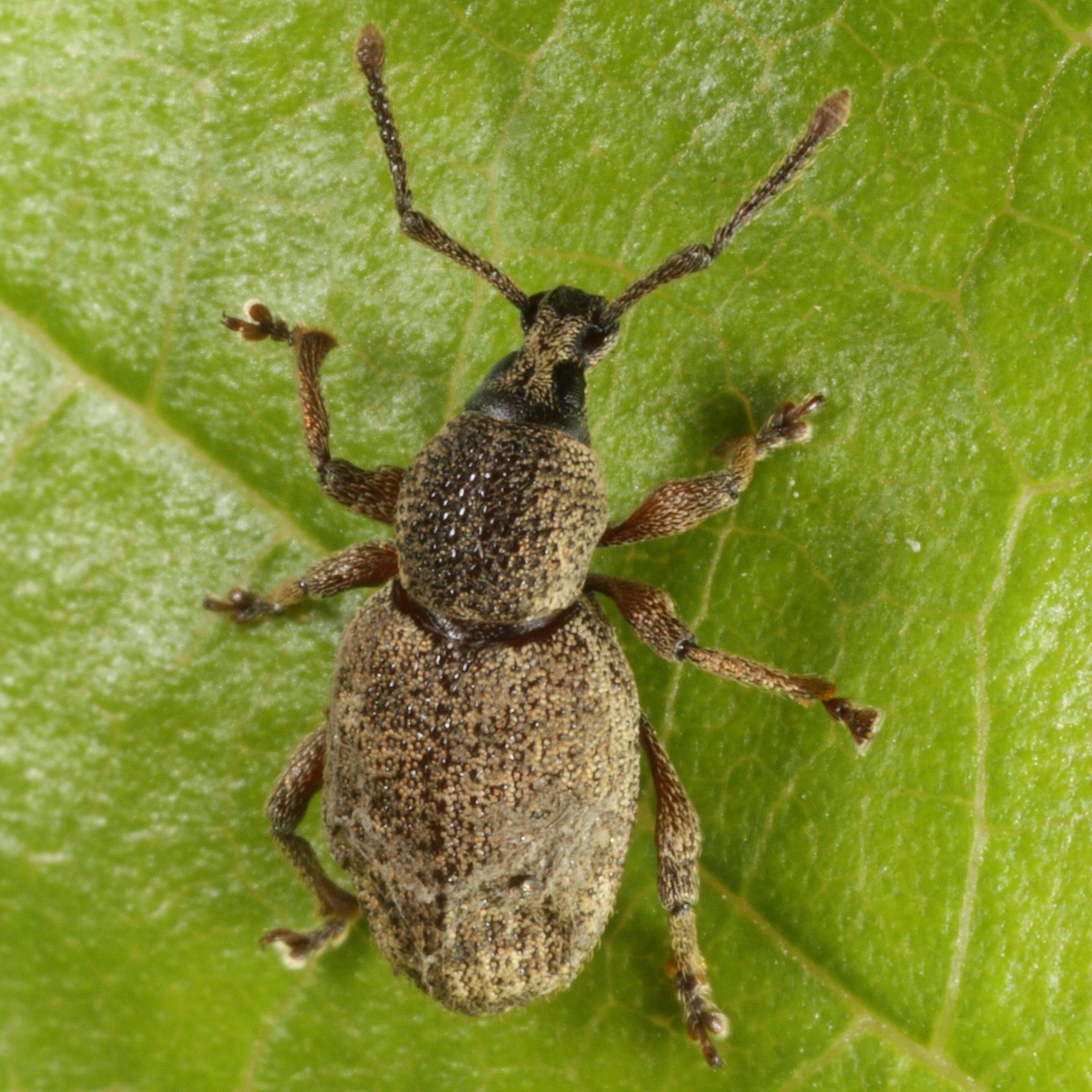
De kevers leven van bladeren, de larven van de wortels van planten.

Zowel de volwassen kevers als de larven leven van planten en zijn polyfaag, ze kunnen op planten uit verschillende families worden aangetroffen.
De larven leven van de wortels van planten en veroorzaken wortelschade. Ze komen voor op de soorten Bergenia cordifolia, Euonymus fortunei, taxus (Taxus baccata), westerse levensboom (Thuja occidentalis) en Waldsteinia geoides. De volwassen kevers knagen aan de bladeren van verschillende bomen en planten en veroorzaken vraatschade. Bekende geslachten en soorten planten waarop de volwassen kevers worden gevonden zijn zilverspar (Abies); es (Alnus), de broodboom Aucuba japonica, hazelaar (Corylus) en Iep (Ulmus).
Daarnaast kunnen ze een breed scala aan andere planten aantasten, bijvoorbeeld fruitdragende planten zoals appel, aardbei, kruisbes, framboos en zwarte bes. De kevers vreten naast de bladeren ook aan de zachte delen van de bast, de bloemen en het stuifmeel. Ook sierplanten zoals rododendron kunnen worden aangetast. Ze kunnen als ze in grote aantallen voorkomen een plant geheel ontbladeren.
Omdat de kevers een zeer lang seizoen kennen en zich overdag schuilhouden zijn ze lastig te bestrijden. De larven leven ondergronds en zijn lastig te bereiken.

## Verspreidingsgebied
De kever komt voor in grote delen van westelijk en zuidelijk Europa maar ontbreekt in het centrale deel en het oosten. In de negentiende eeuw werd de kever geïntroduceerd in Noord-Amerika en komt hier nu algemeen voor.